# Белоа Сен Леонар
Белоа Сен Леонар (фр. Belloy-Saint-Léonard) насеље је и општина у североисточној Француској у региону Пикардија, у департману Сома која припада префектури Амјен.
По подацима из 2011. године у општини је живело 88 становника, а густина насељености је износила 13,44 становника/km². Општина се простире на површини од 6,55 km². Налази се на средњој надморској висини од 123 метара (максималној 130 m, а минималној 48 m).

## Демографија
| 1962. | 1968. | 1975. | 1982. | 1990. | 1999. | 2011. |
| ----- | ----- | ----- | ----- | ----- | ----- | ----- |
| 72    | 103   | 113   | 107   | 97    | 102   | 88    |

График промене броја становника у току последњих година